# Theta (Kryptowährung)
Theta (Eigenschreibweise THETA) ist ein Blockchain-basiertes Netzwerk, das speziell für Video-Streaming entwickelt wurde. Durch dieses dezentrale Netzwerk, bei dem die Nutzer Bandbreite und gegebenenfalls Rechenleistung teilen, sollen unter anderem die Kosten von Content-Delivery-Networks reduziert werden und die Bildqualität und die Ladegeschwindigkeit bei den Endnutzern verbessert werden.
Theta verfügt über eine eigene native Kryptowährung, Theta (THETA), die verschiedene Governance-Aufgaben innerhalb des Netzwerks durchführt. 2017 wurden in einer Finanzierungsrunde in einem privaten Token-Verkauf 20 Millionen US-Dollar eingesammelt und 2018 wurde Theta ursprünglich als ERC-20-Token eingeführt, vollzog aber im März 2019 wie geplant den Wechsel zur eigenen Blockchain. Das Projekt wird unter anderem von Steve Chen, Mitbegründer von YouTube, sowie Justin Kan, Mitbegründer von Twitch, prominent beraten. Die Enterprise-Validator-Nodes Thetas werden unter anderem von Google, Sony oder Samsung betrieben. Die Marktkapitalisierungen von THETA und der zweiten, eng verwobenen Kryptowährung des Projekts, Theta Fuel (TFUEL), betrugen am 10. August 2021 gemeinsam etwas über 8,5 Milliarden US-Dollar. THETA steht an Rang 21 der Kryptowährungen mit der größten Marktkapitalisierung.
Theta hält drei US-Patente auf verschiedene Aspekte der zugrundeliegenden Technologie.

## Einsatzzweck und Funktionsweise
Das Hauptgeschäftskonzept von Theta besteht darin, Videostreaming, Datenbereitstellung und Edge-Computing zu dezentralisieren und damit effizienter, kostengünstiger und fairer für alle Branchenteilnehmer zu machen. Theta möchte somit einen effizienteren Weg zur Bereitstellung von Inhalten, vorrangig Videos, in einem globalen Peer-to-Peer-Mesh-Netzwerk schaffen. Das Netzwerk läuft auf einer nativen Blockchain, mit zwei nativen Token, bekannt als Theta (THETA) und Theta Fuel (TFUEL), die die interne Ökonomie antreiben.
Um ein möglichst großes Netzwerk zu kreieren, werden diese Token auf der Theta-Blockchain verwendet, um einzelne Nutzer durch Ausschüttung von TFUEL zu ermutigen, ihre ungenutzten Rechen- und Bandbreitenressourcen als Caching- oder Relay-Knoten für Videostreams zu teilen. Dies zielt darauf ab, die Qualität der Stream-Zustellung zu verbessern und das "Last Mile"-Zustellungsproblem zu lösen, das den Hauptengpass für herkömmliche Content-Delivery-Pipelines darstellt, insbesondere für hochauflösende, hochbitratige 4k-, 8k- und Next-Generation-Streams. Bei ausreichender Netzwerkdichte werden die Kosten für Content-Delivery-Networks so auf verschiedenen Wegen erheblich reduzieren werden können.
Für 2022 wurde die Einführung eines dritten Tokens namens TDROP in das Theta-Ecosystem angekündigt.
Theta hält drei US-Patente auf verschiedene Aspekte der zugrundeliegenden Technologien des Theta-Netzwerks, namentlich dezentralisiertem Streaming und Daten-Auslieferung. Weitere Patentanmeldungen werden derzeit geprüft.

### Nodes
Das Theta-Netzwerk basiert auf drei unterschiedlichen Arten von Knotenpunkten. Die sozusagen höchste Einheit stellen die Enterprise Validator Nodes dar, die von Firmen wie Google oder Binance betrieben werden. Stand Juni 2021 werden davon 16 Exemplare betrieben und es werden nur noch einige wenige hinzukommen. Die anderen beiden Arten von Knotenpunkten, die Guardian Nodes und die Edge Nodes bzw. Elite Edge Nodes, können von jedermann mit einem handelsüblichen Laptop betrieben werden, solange dieser dauerhaft eingeschaltet und mit dem Internet verbunden ist.

#### Enterprise Validator Nodes
In der Theta-Blockchain schlagen die Enterprise Validator Nodes neue Blöcke vor und erzeugen sie in der Blockchain.
Die Voraussetzungen für den Betrieb eines Enterprise Validator Nodes sind das Staking von 1.000.000 THETA. Derzeit sind 16 Enterprise Validator Nodes in Betrieb. Dazu sollen nur noch vier weitere stoßen. Die Betreiber der Nodes werden mit TFUEL entlohnt.
Zu den Betreibern Enterprise Validator Nodes gehören unter anderem Google, Sony, Samung, Binance oder CAA.

#### Guardian Nodes
Die Guardian Nodes versiegeln die Blöcke in der Blockchain und dienen zur Kontrolle böswilliger oder anderweitig nicht funktionierender Validator Nodes. Guardian Nodes spielen somit eine wichtige Rolle beim Schutz der Sicherheit der Theta-Blockchain, da sie eine zweite Verteidigungsschicht gegen potenziell böswillige Angreifer bilden.
Die Voraussetzung für den Betrieb eines Guardian Nodes ist das Staking von 1.000 THETA. Derzeit sind 16 Guardian Nodes in Betrieb. Die Betreiber der Nodes werden mit TFUEL entlohnt.
Die Mindestanforderungen an die Hardware sind eine CPU mit vier oder mehr Kernen und ein Arbeitsspeicher von acht Gigabyte oder mehr. Zudem wird eine Internetverbindung mit Up- wie Downloadzeiten von 5 MBps oder mehr benötigt. Abseits davon bestehen keinerlei Zuschränkungs- oder Zulassungsbedingungen für den Betrieb.

#### (Elite) Edge Nodes
Mit den Edge Nodes werden Videostreams über das Theta-Netzwerk weitergeleitet. Das Betreiben der Edge Nodes wird für Einzelpersonen dadurch lukrativ, dass dafür TFUEL an die Betreiber ausgeschüttet wird.
Für den Betrieb eines Edge Nodes existieren keine Zulassungsbeschränkungen. Die Software kann einfach über die Theta-Website heruntergeladen und auf jedem mit dem Internet verbundenen PC in Betrieb genommen werden. Stand August 2021 sind knapp 134.000 Edge Nodes in Betrieb.
Ein Edge Node kann zum Elite Edge Node erweitert werden, wenn mindestens 10.000 TFUEL durch die Edge Node gestaked werden. Das Staking wird mit zusätzlichen TFUEL-Auszahlungen vergütet.

## Theta Token: Economics
Theta verwendet, Stand August 2021, ein Zwei-Token-Modell mit den folgenden Anwendungsfällen.

### THETA-Token-Nutzung
THETA-Token können genutzt werden, um entweder Enterprise Validator Nodes zu betreiben, was allerdings den Besitz von 1.000.000 THETA voraussetzt, oder aber Guardian Nodes zu betreiben, wofür mindestens 1.000 THETA benötigt werden. Diese werden in den entsprechenden Nodes gestaked. Durch diesen Besitznachweis erhalten die Betreiber der Nodes einen Anteil der TFUEL-Token, die im Netzwerk umgesetzt wurden. Dieser Anteil hängt unter anderem von der Nutzung des Netzwerks und der erbrachten Leistung der Nodes sowie der Anzahl der gestakten THETAs ab.
Des Weiteren fungiert THETA als Governance-Token des Protokolls. Das bedeutet, die Halter haben – je mehr Theta, desto mehr – Stimmrechte, wenn es um Protokollentscheidungen, Upgrades und andere Dinge geht. So verselbstständigt sich das Netzwerk auch im Laufe der Zeit: wer mehr THETA besitzt, hat mehr Mitspracherecht, beispielsweise was zukünftige Ausschüttungen von TFUEL an Enterprise-Validator-Node-Betreiber angeht.

### TFUEL-Token-Nutzen
TFUEL wird als das "Gas" des Theta-Protokolls verwendet und dient der Bezahlung von Transaktionen sowie der Bereitstellung und dem Betrieb von Smart Contracts. Es ist auch die Währung der Mikrotransaktionen für Benutzer, um Relayers für mit ihnen geteilte Videos zu bezahlen.
Nachdem eine Überweisung innerhalb des Netzwerkes von 2018 bis 2021 nur 0,00001 TFUEL gekostet hat, wurden diese Kosten am 11. Juni 2021 auf 0,3 TFUEL angehoben. Dieser Schritt wurde vor allem damit begründet, dass dadurch eine höhere Absicherung gegen bestimmte Arten von Angriffen auf das Netzwerk gewährleistet wird. Die Beauftragung eines Smart Contracts kostet 20 TFUEL, die Nutzung eines Smart Contracts 1 TFUEL.

### THETA und TFUEL außerhalb des Theta-Netzwerks
THETA und TFUEL können über einige zentralisierte Exchanges wie beispielsweise Binance oder Huobi, aber auch einige dezentralisierte Exchanges erworben werden. Dazu können Fiat-Währungen wie Euro oder Dollar genutzt werden oder Kryptowährungen wie etwa Bitcoin oder Ethereum. Die Token können dann entweder auf den Exchanges aufbewahrt oder aber an eine private Adresse des offiziellen Theta-Wallets gesendet, aber auch beispielsweise auf einem Cold Wallet wie dem Ledger Nano S oder X aufbewahrt werden. Vom offiziellen Theta-Wallet aus können die Token dann in einer der Nodes gestaked werden.
Seit August 2021 ist auch die Aufbewahrung mittels MetaMask-Wallet möglich.
Zum Verkauf wird der umgekehrte Weg beschritten: die Token werden zu einer Exchange gesendet und dort zum aktuellen Wechselkurs wieder in Fiat oder andere Kryptowährungen umgetauscht.

### Sonstiges
Derzeit (Stand 10. August 2021) sind 66,1 % aller THETAs sowie 42,01 % aller TFUEL gestaked.